# WORM
WORM (en. Write Once Read Many) är en egenskap hos ett digitalt lagringsmedium som innebär att informationen bara kan skrivas en gång, men läsas flera gånger. Förkortningen WORM användes ursprungligen om en typ av optiskt lagringsmedium som utvecklades under slutet av 1970-talet, där informationen inregistrerades med en lågeffektslaser som gjorde permanenta markeringar på ytan av en skiva. WORM-skrivare användes därför till att lagra data för arkivering eller data som inte skulle gå att radera eller ändra.
Den säkerhetsmässiga fördelen med WORM-enheter är att den som läser från enheten kan vara säker på att informationen inte har manipulerats. I dag (2012) finns två huvudsakliga typer av WORM-media. Den ena är CD-R och DVD-R, det vill säga optiska media. Den andra typen av WORM är elektroniska nycklar och liknande som har egenskapen att man enbart kan skriva till enheten en gång, det vill säga elektroniska kretsar som PROM.